# Roger Bales
Roger Bales (* 15. August 1948) ist ein ehemaliger englischer Snookerspieler, der zwischen 1984 und 1993 für neun Saisons Profispieler war. In dieser Zeit erreichte er fünfmal die Runde der letzten 32 eines Ranglistenturnieres, das Achtelfinale eines Events der Turnierserie WPBSA Non-Ranking 1989 und Rang 57 der Snookerweltrangliste.

## Karriere
In den 1970er-Jahren erreichte Bales einige Male die Hauptrunde der Pontins Spring Open beziehungsweise der Pontins Autumn Open, kam aber nie über das Achtelfinale hinaus. 1977 zog er zudem ins Achtelfinale der Qualifikation für die English Amateur Championship ein. Zur Saison 1984/85 wurde Bales schließlich Profispieler. Dank regelmäßiger Hauptrundenteilnahmen während der ersten Spielzeiten konnte Bales auf Rang 57 der Weltrangliste aufsteigen und war stand so bereits während der Saison 1987/88 auf dem Zenit seiner Karriere. Auch wenn Bales zwischen 1987 und 1990 weitaus häufiger in der Qualifikation ausschied, gelangen ihm immer wieder einzelne Hauptrundenteilnahmen, sodass Bales auf der Weltrangliste sein Niveau in etwa halten konnte und sich bis Mitte 1990 nur leicht auf Rang 69 verschlechterte. Erst als sich Bales’ Form auch in den nächsten beiden Saisons fortsetzte, rutschte er auf Platz 116 der Weltrangliste ab. Auch wenn er bereits seit Mitte 1992 auf weitere Profipartien verzichtet hatte, verlor Bales erst ein Jahr später offiziell seine Spielberechtigung, wodurch seine Profikarriere nach neun Saisons endete.